# Tarenna scaberula
Tarenna scaberula är en måreväxtart som först beskrevs av Elmer Drew Merrill, och fick sitt nu gällande namn av Elmer Drew Merrill. Tarenna scaberula ingår i släktet Tarenna och familjen måreväxter. Inga underarter finns listade i Catalogue of Life.